# Crise yéménite (depuis 2011)
« Crise yéménite » redirige ici. Pour les autres significations, voir guerre du Yémen.
La crise yéménite commence avec la révolution de 2011-2012 contre le président Abdallah Saleh, qui a dirigé le Yémen pendant 33 ans,. Après le retrait de Saleh début 2012 dans le cadre d'un accord de médiation entre le gouvernement yéménite et les groupes d'opposition, le gouvernement dirigé par l'ancien vice-président de Saleh, Abdrabbuh Mansur Hadi, rencontre des difficultés à unifier le paysage politique conflictuel du pays et à repousser les menaces d'Al-Qaïda dans la péninsule arabique et les militants Houthis qui mènent une insurrection prolongée dans le nord depuis des années,,.
En septembre 2014, l'insurrection des Houthis se transforme en une véritable guerre civile lorsque ses combattants envahissent la capitale Sanaa et forcent Hadi à négocier un « gouvernement d'unité » avec d'autres factions politiques. Les rebelles continuent à faire pression sur le gouvernement affaibli jusqu'à l'attaque par les Houthis du palais présidentiel et de la résidence privée de Hadi, provoquant finalement sa démission en janvier 2015,.
Le mois suivant, les Houthis déclarent prendre le contrôle du gouvernement yéménite, dissolvant le Parlement et installant un Comité révolutionnaire intérimaire dirigé par Mohammed Ali al-Houthi, un cousin du leader Houthi Abdul-Malik al-Houthi,. Hadi fuit à Aden, où il déclare rester le président légitime du Yémen, proclame la capitale temporaire du pays et appelle les responsables gouvernementaux loyaux et les membres de l'armée à se rallier à lui,.
Le 27 mars 2015, la BBC rapporte qu'Hadi a « fui les forces rebelles de la ville d'Aden » et est ensuite « arrivé à Riyad, la capitale de l'Arabie saoudite », alors que « les autorités saoudiennes commencent à mener des frappes aériennes au Yémen ». Depuis 2017, le Conseil de transition du Sud, institution exécutive transitoire collégiale, lutte également contre le gouvernement.

## Contexte
La vague de protestations connue sous le nom de Printemps arabe n’a pas tardé à arriver au Yémen après la révolution tunisienne (2011-2012). Le Yémen est un pays pauvre avec un gouvernement largement reconnu comme corrompu et avec une grande quantité d’armes entre des mains privées. En 2011, le pays est déjà confronté aux défis des militants et séparatistes liés à Al-Qaïda dans le sud et des rebelles musulmans Zaydī Shīʿa au nord. Le Yémen n’est unifié que depuis 1990 et de profondes divisions persistent entre le nord et le sud.

### Crise écologique
L'instabilité politique du Yémen est aggravée et en partie causée par la grave crise écologique que traverse le pays. Le Yéménite moyen a accès à seulement 140 mètres cubes d'eau par an pour tous usages (101 gallons par jour), alors que la moyenne du Moyen-Orient est de 1 000 m3 /an et que le seuil de stress hydrique défini au niveau international est de 1 700 mètres cubes par an. Les eaux souterraines du Yémen constituent la principale source d'eau du pays, mais les nappes phréatiques ont considérablement baissé, laissant le pays sans source d'eau viable. Par exemple, à Sanaa, la nappe phréatique se trouvait à 30 mètres de fond dans les années 1970, et est passée à 1 200 mètres sous la surface en 2012. Les eaux souterraines n'ont pas été réglementées par les gouvernements du Yémen.
Même avant la révolution, la situation de l'eau au Yémen est décrite comme de plus en plus désastreuse par les experts qui craignaient que le Yémen ne soit le « premier pays à manquer d'eau ». L'agriculture au Yémen absorbe environ 90 % de l'eau du Yémen, même si elle ne génère que 6 % du PIB. Cependant, une grande partie des Yéménites dépend d'une agriculture de subsistance à petite échelle. La moitié de l'eau agricole au Yémen est utilisée pour cultiver du khat, un stupéfiant que la plupart des Yéménites mâchent. Cela signifie que dans un pays aussi pauvre en eau que le Yémen, où la moitié de la population souffre d’insécurité alimentaire, 45 % de l’eau extraite des aquifères en constante diminution est utilisée pour cultiver une culture qui ne nourrit personne.
Cette insécurité hydrique a un impact direct sur la stabilité politique. Les étrangers entendent surtout parler de guerre par procuration entre factions soutenues par d'autres pays, mais selon le journal yéménite Al-Thawra, 70 à 80 % des conflits dans les régions rurales du pays sont liés à l'eau. Selon le ministère de l'Intérieur, dans tout le pays, les conflits liés à l'eau et à la terre tuent 4 000 personnes par an, soit plus que le terrorisme. Dans le gouvernorat d'Al-Jawf, un différend sur l'emplacement d'un puits conduit à une vendetta qui dure depuis plus de 30 ans.
La capitale du pays pourrait être évacuée si elle vient à manquer d'eau annonce en 2007 le ministre de l'Eau et des Ressources naturelles. Malgré l'échec du gouvernement à déplacer les habitants de la capitale de manière ordonnée et pacifique, la guerre et la crise politique ont fait de Sanaa et la majeure partie du Yémen un champ de bataille, contraignant de fait la population à fuir.
D'autres catastrophes environnementales frappent le Yémen parrallement à la progression de la guerre. Fin 2015, deux cyclones historiques frappent le pays. Le premier d'entre eux, le cyclone Chapala (en), frappe l'île de Socotra avant de toucher le port de Moukalla, sur la côte sud du Yémen, où il provoque des crues soudaines catastrophiques. Cette tempête, combinée au cyclone Megh (en) qui suivra, provoque un surplus d'humidité dans le sol facilitant la reproduction des criquets ravageurs. Ces orthoptères peuvent parcourir 160 km en une journée et détruire toutes les cultures qu’ils rencontrent.

## Histoire

### Révolution (2011-2012)
La crise politique au Yémen commence en 2011, au milieu du Printemps arabe et de l'insurrection des Houthis jusqu'en 2014.

#### Manifestations contre Saleh

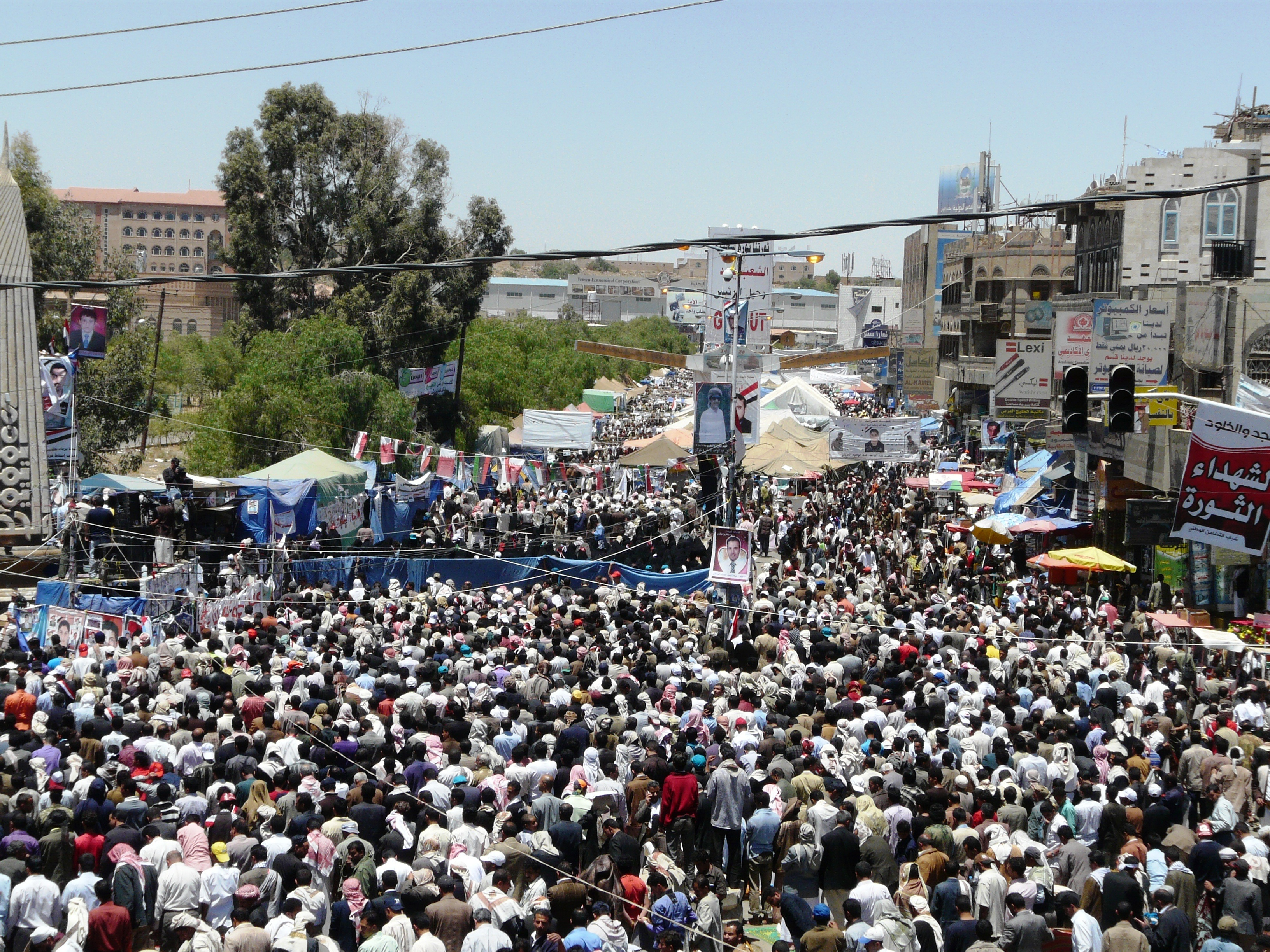
Manifestants à Sanaa le 4 avril 2011, au début de la révolution yéménite.

Saleh échappe à la mort le 3 juin 2011 lorsqu'une bombe explose dans une mosquée alors qu'il priait accompagné d'autres hauts responsables du gouvernement, apparemment dans le cadre d'une tentative d'assassinat,. Alors que son état est annoncé comme dégradé au départ, Saleh se rétablit et reprend le travail le 23 septembre après plusieurs mois de traitement médical en Arabie Saoudite. Il laisse le vice-président Hadi aux commandes pendant son absence. En tant que président par intérim, Hadi rencontre l’opposition et aurait exprimé son ouverture aux réformes politiques. Il rejette toutefois l'idée de forcer Saleh à quitter le pouvoir sans le consentement du président.

#### Accord négocié
Le Conseil de coopération du Golfe exerce une pression considérable sur Saleh pour qu’il négocie la fin du soulèvement en démissionnant. Quelques semaines après son retour d’Arabie saoudite, Saleh accepte finalement de démissionner le 23 novembre, en échange de l’immunité. Dans le cadre de l’accord, l’opposition accepte de lui permettre de se présenter sans opposition à la présidence en 2012.

#### Siège de Dammaj
Pendant ce temps, les insurgés Houthis du nord du Yémen assiège une ville salafiste du gouvernorat de Saada, Dammaj. Les combats gagnent en intensité en novembre et décembre. L'armée yéménite échoue à rétablir l'ordre en raison de la crise que traverse tout le pays.

### Période de transition (2012-2014)
La révolution yéménite s'achève apparemment avec succès en 2012 pour l’opposition, lorsque Saleh quitte ses fonctions. Toutefois, les troubles se poursuivent dans le nord et le sud du Yémen.

#### Élection de Hadi

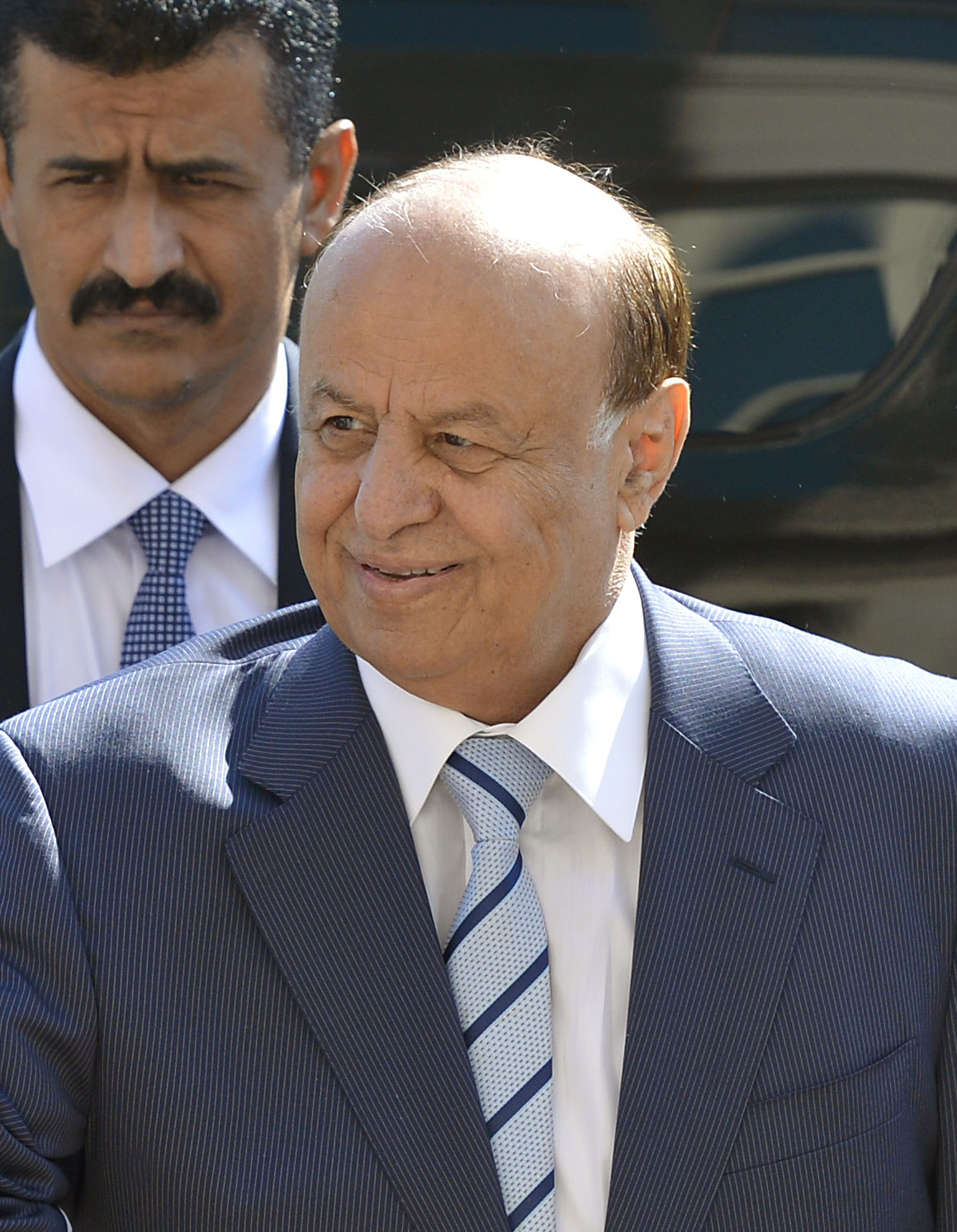
Abdrabbo Mansour Hadi, le second président du Yémen.

L'élection de Hadi le 24 février 2012 introduit pacifiquement un nouveau gouvernement au Yémen, avec seulement un faible pourcentage d'électeurs ayant annulé leur bulletin de vote lors de la course à candidat unique. Hadi, un sudiste, bénéficie particulièrement d'un soutien dans l'ancien Yémen du Sud, apaisant les murmures du séparatisme, malgré le boycott de l'élection présidentielle du mouvement du Sud, tout comme les Houthis. Hadi n’accorde aucun siège aux Houthis rétifs dans son cabinet.

#### Poursuite des affrontements à Dammaj
Le conflit à Dammaj reprend en avril lorsque des combats éclatent entre des membres des tribus Houthis et des étudiants salafistes. Les deux parties s'accusent mutuellement de rompre un accord de trêve.

#### Percées de Hadi
Des pourparlers de réconciliation nationale ont lieu avec la participation de nombreux éléments séparatistes, ainsi que des Houthis,.
Neuf ans après la mort de Hussein Badreddine al-Houthi, le gouvernement yéménite remet la dépouille du patriarche Houthis à sa famille et il est enterré dans le nord du Yémen en juin 2013, en présence d'un représentant de l'administration Hadi.
Hadi se rend aux États-Unis, un allié clé à l'étranger, en juillet 2013. Les États-Unis lèvent également l'interdiction de transfert de détenus de leur camp de détention de Guantánamo, à Cuba, vers le Yémen.
Pendant ce temps, l'Arabie saoudite expulse entre 300 000 et 400 000 travailleurs migrants yéménites vers leur pays d’origine en 2013, provoquant un afflux de Yéménites pauvres et sans terre vers le nord du Yémen.

#### Nouveaux affrontements
Le conflit entre Houthis et salafistes dans le gouvernorat de Saada reprend en octobre et novembre. Les responsables du gouvernement de Saada accusent les combattants Houthis d'avoir attaqué une mosquée salafiste à Dammaj dans le but de chasser les sunnites, tandis que les Houthis accusent les salafistes d'utiliser l'institut religieux comme base de rassemblement pour les combattants sunnites étrangers. Le gouvernement tente d'intervenir pour mettre fin aux combats.
Les combats sectaires dans le gouvernorat d'Al Jawf durent toute l'année. Le gouvernorat de Dhamar est également le théâtre d'affrontements entre les Houthis et les salafistes vers la fin de l'année.

### Rébellion des Houthis (2014-2015)
Dans une tournure dramatique des événements, les rebelles Houthis prennent le contrôle général du nord du Yémen, y compris de la capitale Sanaa elle-même, en 2014.

#### Intensification du conflit chiite-sunnite
Les affrontements à Dammaj s'étendent au gouvernorat d'Amran en janvier 2014. Les Houthis remportent la victoire à Saada lorsque le gouvernement yéménite négocie un accord en vertu duquel les combattants salafistes et leurs familles sont évacués vers le gouvernorat voisin d'Al Hudaydah. Selon certaines informations, les Houthis ont ensuite empêché les troupes gouvernementales de se déployer pleinement sur tout le territoire, malgré la signature d'un accord.
Les combats dans le gouvernorat d'Amran s'intensifient au cours de l'année, avec des affrontements entre les Houthis et les partisans du parti islamiste Islah, qui conduira finalement les Houthis à prendre le contrôle de l'ensemble du gouvernorat. Le conflit s'étend au gouvernorat de Sanaa en juillet.

#### Prise de Sanaa par les Houthis
Les Houthis commencent à protester contre le gouvernement de Hadi pour exiger des concessions afin de mettre fin à une insurrection de plusieurs années qu'ils mènent contre l'État yéménite à la mi-2014. Le soulèvement s'intensifie considérablement lorsque les combattants Houthis envahissent Sanaa, la capitale, et prennent le contrôle de la ville aux mains de l'armée yéménite en quelques jours en septembre. Les forces du général Ali Mohsen al-Ahmer se rendent aux Houthis après un bref combat.
Ali Abdullah Saleh, l'ancien président, est largement soupçonné d'avoir aidé les Houthis en coulisses et d'avoir contribué à préparer leur prise de pouvoir. Le Premier ministre Mohammed Basindawa démissionne le 21 septembre dans le cadre d'un accord visant à mettre fin à l'impasse.

#### Formation d'un gouvernement d'union
Les Houthis et le gouvernement conviennent le 21 septembre de former un « gouvernement d'unité » dans un délai d'un mois. Cependant, les Houthis rejette le choix d'Ahmad Awad bin Moubarak comme Premier ministre, et le ministre du Pétrole Khaled Bahah est nommé à sa place avec l'approbation du groupe armé. Les Houthis et le Congrès général du peuple dirigé par Saleh annoncent brusquement le 8 novembre qu'ils ne participeront pas au gouvernement d'unité, affirmant que cela leur parait inacceptable. Le boycott entraîne des sanctions contre Saleh et de hauts dirigeants houthis de la part du Conseil de sécurité des Nations Unies et du Département du Trésor des États-Unis.

### Guerre au Yémen (depuis 2014)
Le Yémen est déchiré en 2015, les Houthis ayant établi un nouveau gouvernement à Sanaa et Hadi se retirant avec ses partisans à Aden, puis en Arabie Saoudite. La Ligue arabe, dirigée par les Saoudiens, lance une campagne de bombardements et la mobilisation de diverses forces armées dans la région en vue d'une éventuelle invasion.

#### Consolidation du pouvoir par les Houthis
Les Houthis intensifient leur pression sur le gouvernement affaibli de Hadi, s'emparant du palais présidentiel et des installations militaires stratégiques à Sanaa et bombardant la résidence privée du président le 20 janvier. Le lendemain, ils prennent le contrôle du domicile de Hadi, postant des gardes armés à l'extérieur pour le maintenir virtuellement en résidence surveillée.
Hadi, le Premier ministre Khaled Bahah et le cabinet démissionnent le lendemain, affirmant qu'ils ne peuvent pas continuer à travailler dans les conditions imposées par les Houthis. Le groupe rebelle salue sa démission, mais continue à le maintenir en résidence surveillée. La nouvelle incite quatre gouvernorats du sud à annoncer qu'ils ignoreront tous les ordres de Sanaa.
La Chambre des représentants devait se réunir le 25 janvier pour discuter de l'acceptation ou du rejet de la démission de Hadi en vertu de la constitution yéménite, mais la session est annulée après la prise de contrôle du bâtiment du Parlement par les Houthis. Les Nations Unies interviennent pour tenter de trouver une solution négociée à ce que beaucoup au Yémen considèrent comme un coup d'État.
Les négociations de l'ONU s'avèrent infructueuses et l'ultimatum des Houthis lancé aux factions politiques du Yémen pour trouver une solution ne sera pas respecté. Le 6 février, les Houthis déclarent contrôler totalement le gouvernement yéménite, dissolvant le Parlement et installant un Comité révolutionnaire dirigé par Mohammed Ali al-Houthi pour diriger l'État par intérim. Cette annonce déclenche des protestations à Sanaa et dans d'autres villes, notamment dans le sud,.

#### Événements post-coup d'État
La prise de pouvoir des Houthis provoquent des réactions pour la plupart négatives, la Ligue arabe, le Conseil de coopération du Golfe, les Nations Unies et les États-Unis refusant de reconnaître la « déclaration constitutionnelle » et plusieurs gouvernorats rejetant l'autorité des Houthis. Alors que la plupart des partis politiques critiquent le coup d'État, Jamal Benomar, l'envoyé de l'ONU au Yémen, annonce le 8 février la reprise des négociations nationales sur l'avenir du Yémen. Selon Benomar, les Houthis ont accepté de participer aux pourparlers. Le secrétaire général de l'ONU, Ban Ki-moon, appelle à la réintégration de Hadi à la présidence.
Les Houthis et d'autres factions parviennent à un accord de principe, annoncé le 20 février, pour maintenir la Chambre des représentants en place malgré la « déclaration constitutionnelle » la dissolvant deux semaines auparavant. L'accord stipule également la création d'un « conseil populaire de transition » pour représenter les sudistes, les femmes, les jeunes et d'autres minorités politiques. Le lendemain, Hadi se rend à Aden, où il déclare invalide la totalité des actions dirigées par les Houthis depuis le 21 septembre 2014, tout en condamnant le coup d'État,.

#### Éclatement de la guerre civile
Des combats éclatent à l'aéroport international d'Aden le 19 mars, les forces spéciales fidèles à l'ex-président Ali Abdullah Saleh tentant de s'emparer de l'aéroport avant d'être vaincues par les troupes et les miliciens sous les ordres de l'administration Hadi. Le lendemain, lors d'un incident apparemment sans rapport, quatre kamikazes se font exploser dans des mosquées de Sanaa remplies de fidèles Houthis, tuant au moins 142 personnes. Le groupe islamiste sunnite État islamique d'Irak et du Levant (branche yéménite) revendique l'attentat,.
Hadi déclare Aden capitale temporaire du Yémen le 21 mars tandis que Sanaa reste sous le contrôle des Houthis. Le lendemain, les forces Houthies avancent vers Aden, capturant des quartiers clés de la troisième plus grande ville du Yémen, Taiz. Ils consolident leur emprise sur une grande partie du sud et s'emparent d’une grande partie d’Aden elle-même début avril.

#### Intervention menée par l'Arabie Saoudite au Yémen

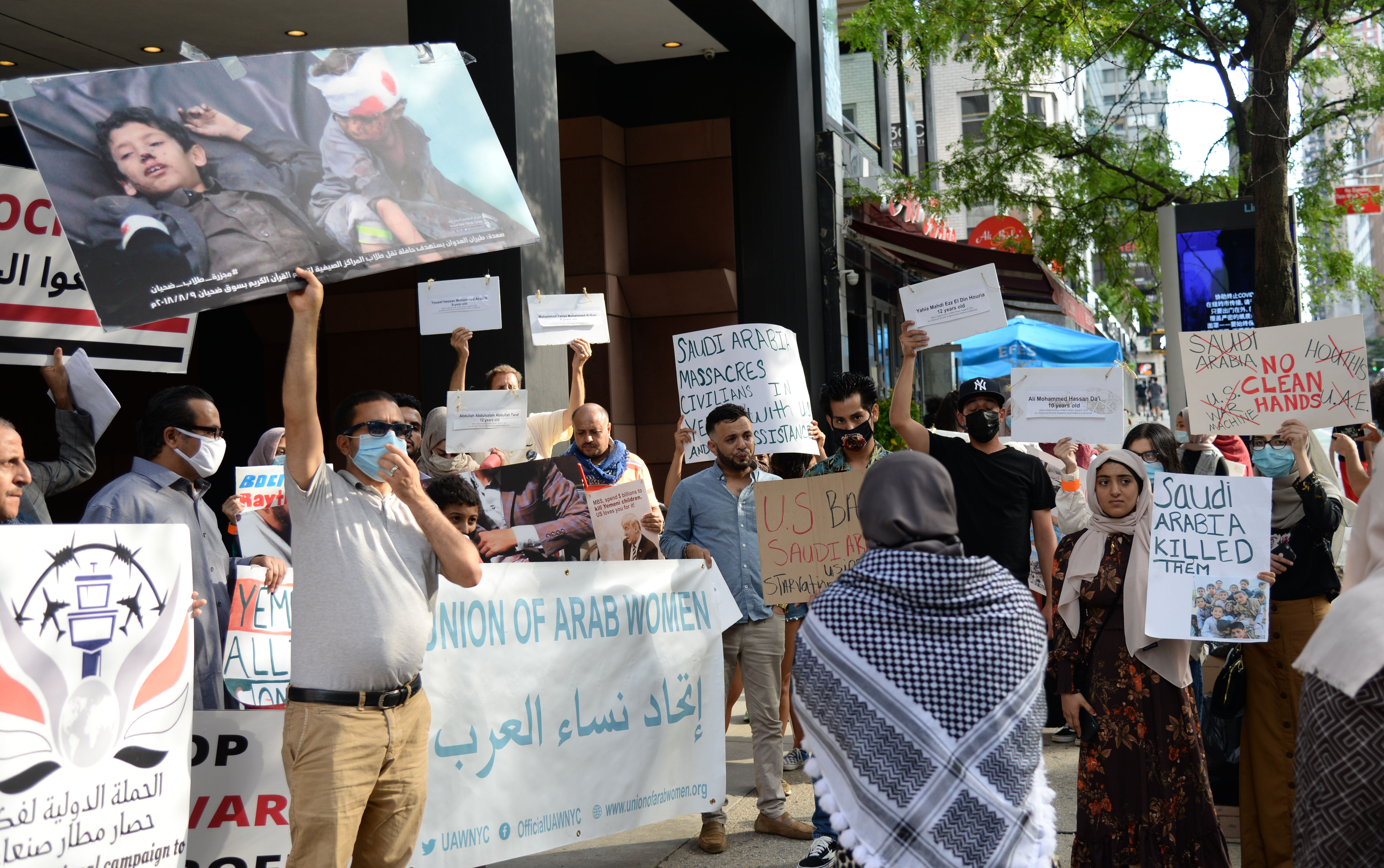
Manifestation contre l'intervention menée par l'Arabie saoudite et le blocus des zones contrôlées par les Houthis au Yémen, New York, 14 août 2020.

Le 26 mars 2015, l'Arabie saoudite et plusieurs autres pays annoncent avoir lancé des opérations militaires au Yémen contre les rebelles Houthis. Le Bahreïn, le Koweït, le Qatar et les Émirats arabes unis publient une déclaration aux côtés de l'Arabie saoudite affirmant que leur objectif est de « repousser l'agression des Houthis » au Yémen. L'Égypte, la Jordanie, le Maroc et le Soudan sont également membres de la coalition.
En plus des frappes aériennes contre des cibles dans tout le Yémen, que le Congrès général du peuple a imputées à des dizaines de victimes civiles, des navires de guerre égyptiens auraient bombardé une colonne Houthi avançant vers Aden le 30 mars. Les forces saoudiennes et houthies auraient échangé tirs d'artillerie et de roquettes à travers la frontière entre l'Arabie saoudite et le Yémen.
L’opération Restaurer l'espoir est une opération lancée le 21 avril 2015, succédant immédiatement à l'opération Tempête décisive qui vise à détruire l'infrastructure militaire des Houthis, après l'annonce de la fin de cette dernière au Yémen par Ryad.
L'attaque du 8 octobre 2016 menée par la coalition dirigée par l'Arabie saoudite tue au moins 140 personnes et en blesse plus de 600 à Sanaa. Il s’agit de l’un des pires bilans au cours de la guerre de deux ans. L'Arabie saoudite et ses alliés acceptent les conclusions de l'examen interne de l'équipe conjointe d'évaluation des incidents, selon lesquelles le bombardement de cette cérémonie funéraire par la coalition était basé sur des informations erronées, c'est-à-dire qu'il s'agissait d'un rassemblement de dirigeants houthis armés,.

### Crise humanitaire
La crise yéménite est l’une des plus grandes crises humanitaires au monde. Plus d’un tiers des trois millions de réfugiés ont quitté le Yémen entre 2015 et 2020. Environ 80 % de la population du Yémen, qui compte plus de 12 millions d'enfants, a besoin d'une aide humanitaire. En 2020, on estime que 7,8 millions d’enfants n’ont aucun accès à l’éducation et que 10 millions manquent d’eau et d’assainissement. Outre le manque de ressources pour les enfants, de nombreux récits font état d’enfants contraints à participer aux conflits.
Les enfants sont incités à tirer avec des armes au nom des Houthis en échange d’un gain monétaire ou d’un statut social, car au Yémen, tirer avec des armes à feu à un jeune âge est normalisé. Les enfants sont considérés aux yeux de nombreuses milices comme un atout précieux ou un avantage dans un conflit, mais en réalité cela est extrêmement dangereux. Le Yémen est également signataire d'une série de traités avec les Nations unies, dont un contient un accord sur le traitement des enfants.
La résolution de l'Assemblée des Conventions relatives aux droits de l'enfant est signée le 18 novembre 1959 et ratifiée le 20 novembre 1989. En réalité, en raison du manque d’intervention, de nombreux enfants yéménites sont négligés en matière de traitement, de ressources et de droits fondamentaux pendant cette crise humanitaire.
En avril 2021, le pays connaît « la pire crise humanitaire des 100 dernières années », car confronté à la famine. 80 % de la population de plus de 30 millions d'habitants a besoin d'aide humanitaire, selon le directeur de Muslim Hands.

#### Épidémie de choléra
Une grave épidémie de choléra éclate au Yémen pendant la guerre civile. En juillet 2017, le coordinateur des secours humanitaires des Nations Unies déclare que plus de 320 000 cas ont été signalés. Il impute également l'épidémie à la guerre et aux forces internationales soutenant les combattants. En octobre 2017, celle-ci est déjà décrite comme étant la pire épidémie de choléra de l’histoire, avec plus de 800 000 cas.